# Friktionsfri strömning

Strömning runt en vingprofil

Friktionsfri strömning inom strömningsmekanik är ett flöde där fluidens viskositet är lika med noll och därmed är friktionen i fluiden försumbar. 

## Förekomst
Det finns få exempel på verkliga friktionsfria fluider, men de som existerar kallas suprafluider. Genom att göra antagandet om en försumbar friktion möjliggörs många matematiska förenklingar inom strömningsmekanik. Reynoldstalet vid friktionsfri strömning går mot oändligheten, eftersom viskositeten går mot noll. 
Om viskösa krafter försummas, som i fallet med friktionsfri strömning, kan Navier-Stokes ekvationer förenklas till Eulers ekvation. Denna förenklade ekvation kan användas vid helt friktionsfri strömning, men även vid flöden med Reynoldstal mycket högre än 1, eller vid mycket låg viskositet. Genom att använda Eulers ekvation går det att finna enkla lösningar till många strömningsmekaniska problem där låg viskositet dominerar. Men antagandet om friktionsfri strömning är ofta inte applicerbart i området nära väggar kallat gränsskiktet. 
Även om en fluid har en viskositet som inte är noll så kan strömningen under vissa förhållanden antas vara friktionsfri under specifika förhållanden.

## Reynoldstal
Reynoldstalet är en dimensionslös storhet som ofta används inom strömningsmekanik. Den förste att beskriva storheten var George Gabriel Stokes men det är efter Osborne Reynolds storheten har fått sitt namn. Reynoldstalet skrivs:
{\displaystyle Re={\frac {\rho vl}{\mu }}={\frac {vl}{\nu }}}
| {\displaystyle l}     | karaktäristisk längd  | m      |
| {\displaystyle v}     | fluidhastighet        | m/s    |
| {\displaystyle \rho } | fluiddensitet         | kg/m^3 |
| {\displaystyle \mu }  | dynamisk viskositet   | Pa*s   |
| {\displaystyle \nu }  | kinematisk viskositet | m^2/s  |

Storheten sägs ofta beskriva förhållandet mellan tröghetskrafter och viskösa krafter och är användbart för att kontrollera viskositetens effekter på strömningen. Om Reynoldstalet är högt så är de viskösa krafterna små jämfört med tröghetskrafterna, och då kan förenklingar av de strömningsmekaniska ekvationerna där viskositeten försummas vara användbara approximationer. 

## Eulers ekvationer
1757 beskrev Leonhard Euler en systemekvation för friktionsfri strömning:
{\displaystyle \rho {\frac {Dv}{Dt}}=-\nabla p+\rho g}
| {\displaystyle p}               | tryck             | Pa    |
| {\displaystyle g}               | tyngdacceleration | m/s^2 |
| {\displaystyle \nabla }         | nablaoperatorn    | -     |
| {\displaystyle {\frac {D}{Dt}}} |                   | -     |

Genom att anta friktionsfri strömning kan Eulers ekvation användas för att genomföra strömningsmekaniska beräkningar. Ett exempel på ett flöde som kan antas vara friktionsfritt är flödet runt en flygplansvinge.

## Navier-Stokes ekvationer
En annan uppsättning ekvationer som är av stor vikt för strömningsmekaniken presenterades av George Gabriel Stokes och förfinades av Claude-Louis Navier. Ekvationerna beskriver en fluids rörelse och skrivs:
{\displaystyle \rho {\frac {Dv}{Dt}}=-\nabla p+\mu \nabla ^{2}v+\rho g}
Vid friktionsfri strömning antas viskositeten {\displaystyle \mu } vara noll och den andra termen på höger sida försummas. Navier-Stokes ekvationer förenklas därmed till Eulers ekvationer. Denna ekvation är betydligt enklare att lösa och förenklingen används vid många typer av strömning där Reynoldstalet indikerar att tröghetskrafter dominerar över viskösa krafter.

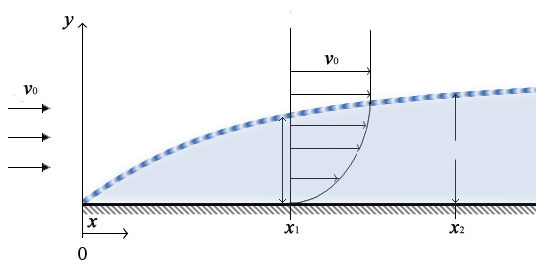
Gränsskiktet nära en vägg.

## Gränsskikt
Vid turbulent strömning ({\displaystyle Re>>1}) kan viskositet försummas, men detta gäller enbart vid stora avstånd från väggar. I närheten av väggar, det tunna området kallat gränsskiktet, är viskositet inte längre försumbart. Det är viktigt att påpeka att även om ett antagande om friktionsfri strömning underlättar beräkningarna av strömningsfall så måste man vidta försiktighet och eftertänksamhet gällande när och var antagandet är applicerbart.